# Euptychia mima
Euptychia mima är en fjärilsart som beskrevs av Butler 1867. Euptychia mima ingår i släktet Euptychia och familjen praktfjärilar. Inga underarter finns listade i Catalogue of Life.